# Skua-Gletscher
Der Skua-Gletscher ist ein kleiner Gletscher in der antarktischen Ross Dependency. Er fließt in der Miller Range zum Astro-Gletscher.
Die Nordgruppe der New Zealand Geological Survey Antarctic Expedition (1961–1962) kartierte ihn und benannte ihn nach den Skuas, die sie im Dezember 1961 im unteren Gletscherabschnitt beobachtete.